# Disocactus ackermannii
Espèce
Classification phylogénétique
Statut CITES
Disocactus ackermannii est une espèce de plantes à fleurs de la famille des Cactaceae. C'est un cactus épiphyte originaire du Mexique.

## Description
Ses tiges sont aplaties en forme de feuilles avec de grosses fleurs diurnes rouges.

## Histoire
Les Aztèques connaissaient ce cactus sous le nom de Nopalxochitl. Il a été nommé d'après Georg Ackermann qui introduisit cette plante en Europe en 1824 et a été étudié par Adrian Hardy Haworth à Londres en 1829.

## Habitat
Ce cactus est originaire des hautes régions de l'État d'Oaxaca, des Chiapas et de Veracruz à une altitude située entre 1 800 et 2 400 mètres.

## Synonymes
- Epiphyllum ackermannii Haw.
- Cactus ackermannii (Haw.) Lindl.
- Cereus ackermanni (Haw.) Pfeiff.
- Phyllocactus ackermannii (Haw.) Salm-Dyck
- Nopalxochia ackermannii (Haw.) Knuth.

## Taxonomie
- Disocactus ackermannii (Lindl.) Barthlott a été invalidé au profit d'une meilleure description faite par Ralf Bauer.